# Мария Яремчук
Мария Яремчук е украинска поп певица, известна с участието си в телевизионния проект „Голос країни“ (Гласът на страната). През 2012 година представя Украйна на международния конкурс за млади изпълнители „Нова хвиля“, където заема трето място.

## Биография и кариера
Родена е в Чернивци на 2 март 1993 година в семейството на певеца Назарий Яремчук. Когато Мария е на две години, баща ѝ умира от рак на стомаха. Има по-голяма полусестра Вера по майчина линия и двама братя по бащина.
През 2009 година завършва гимназия и влиза в Академията за естрадно и цирково изкуство в Киев със специалност поп пеене. Завършва и международни отношения в Историко-юридическия факултет на университета в Чернивци.
2012 година допринася значително за кариерата на певицата. Тогава тя приключва участието си в „Голос країни“ на четвърто място и трето на „Нова Хвиля“. През месец октомври представя песента „Со мной опять“, а около месец по-късно и видеоклип към нея. Появява се информация, че е солист на групата „ВИА Гра“, която по-късно е отхвърлена от продуцента на групата Константин Меладзе. На 23 декември става пета в крайното класиране на украинската селекция за „Евровизия“.
През август 2013 година заснема видеоклип към песента си „Тебе я знайду“. Премиерата на клипа се състои на 13 септември. На 21 декември същата година бе избрана да представи страната си на „Евровизия 2014“ с песента „Tick-Tock“.